# لنا بلومکویست
لنا بلومکویست (انگلیسی: Lena Blomkvist؛ زادهٔ ۱۹ اکتبر ۱۹۹۰) بازیکن فوتبال اهل سوئد است.